# Condado de Daviess (Indiana)
El condado de Daviess (en inglés: Daviess County), fundado en 1818, es uno de 92 condados del estado estadounidense de Indiana. En el año 2000, el condado tenía una población de 29 820 habitantes y una densidad poblacional de 11 personas por km². La sede del condado es Washington. El condado recibe su nombre en honor a Joseph Hamilton Daviess. El 4 de noviembre de 2007, el condado regresó del tiempo del centro al tiempo del este.

## Geografía
Según la Oficina del Censo, el condado tiene un área total de 1131 km², de la cual 1115 km² es tierra y 16 km² (1.42%) es agua.

### Condados adyacentes
- Condado de Greene (norte)
- Condado de Martin (este)
- Condado de Dubois (sureste)
- Condado de Pike (suroeste)
- Condado de Knox (oeste)

## Demografía
Según la Oficina del Censo en 2000, los ingresos medios por hogar en el condado eran de $34 064, y los ingresos medios por familia eran $41 818. Los hombres tenían unos ingresos medios de $30 706 frente a los $20 102 para las mujeres. La renta per cápita para el condado era de $16 015. Alrededor del 13.80% de la población estaban por debajo del umbral de pobreza.

## Transporte

### Autopistas principales
- Interestatal 69*
- U.S. Route 50
- U.S. Route 150
- U.S. Route 231
- Ruta Estatal de Indiana 57
- Ruta Estatal de Indiana 58
- Ruta Estatal de Indiana 257
- Ruta Estatal de Indiana 358
- Ruta Estatal de Indiana 550

## Municipalidades

### Ciudades y pueblos
| - Alfordsville - Cannelburg - Elnora - Montgomery | - Odon - Plainville - Washington |

### Áreas no incorporadas
| - Black Oak - Capehart - Cornettsville - Corning - Farlen | - Glendale - Graham - Hudsonville - Jordan - Maysville | - Pennyville - Raglesville - South Washington |

### Municipios
El condado de Daviess está dividido en 10 municipios:
| - Barr - Bogard - Elmore - Harrison - Madison | - Reeve - Steele - Van Buren - Veale - Washington |